# 거제중앙고등학교
거제중앙고등학교(巨濟中央高等學校)는 대한민국 경상남도 거제시 고현동에 있는 공립 고등학교이다.

## 학교 연혁
- 1969년 3월 6일 : 거제상업고등학교 개교
- 1973년 12월 29일 : 고현종합고등학교로 교명 변경
- 1997년 2월 28일 : 거제중앙고등학교로 분리 인가
- 2012년 3월 2일 : 자율형 창의경영학교 선정 운영(3년)
- 2019년 3월 1일 : 사회교과중점학교 및 자율학교 지정(2019~2021)
- 2021년 3월 1일 : 고교학점제 선도학교(2021~2024)
- 2022년 3월 1일 : 사회교과특성화학교 및 자율학교 지정(2022~2024)
- 2022년 12월 29일 : 제52회 졸업(336명, 졸업생 총수 17,819명)
- 2023년 3월 2일 : 2023학년도 신입생 입학(345명 남 166명, 여 179명)
- 2023년 9월 1일 : 제24대 정대현 교장 부임

## 참고 자료
- 거제중앙고등학교 - 한국교육학술정보원 학교알리미